# Lista di asteroidi (670001-671000)
Di seguito una lista di asteroidi dal numero 670001  al 671000 con data di scoperta e scopritore.

## 670001–670100
| Nome   | Designazione provvisoria | Data di scoperta  | Scopritore                   |
| ------ | ------------------------ | ----------------- | ---------------------------- |
| 670001 | 2013 EV73                | 3 dicembre 2005   | Osservatorio di Mauna Kea    |
| 670002 | 2013 ES74                | 7 marzo 2013      | Mount Lemmon Survey          |
| 670003 | 2013 EV74                | 24 aprile 2006    | Spacewatch                   |
| 670004 | 2013 EY78                | 21 ottobre 2006   | Mount Lemmon Survey          |
| 670005 | 2013 EA79                | 2 novembre 2010   | Mount Lemmon Survey          |
| 670006 | 2013 EO79                | 2 aprile 2006     | Spacewatch                   |
| 670007 | 2013 EO84                | 8 marzo 2013      | Pan-STARRS                   |
| 670008 | 2013 ER84                | 8 marzo 2013      | Pan-STARRS                   |
| 670009 | 2013 EY87                | 12 marzo 2013     | Mount Lemmon Survey          |
| 670010 | 2013 EB88                | 12 marzo 2013     | PTF                          |
| 670011 | 2013 EH89                | 12 marzo 2013     | SSS                          |
| 670012 | 2013 EJ90                | 8 aprile 2010     | Spacewatch                   |
| 670013 | 2013 ED93                | 10 gennaio 2006   | Spacewatch                   |
| 670014 | 2013 EO94                | 6 marzo 2013      | Pan-STARRS                   |
| 670015 | 2013 EO95                | 30 dicembre 2008  | Mount Lemmon Survey          |
| 670016 | 2013 EY95                | 8 marzo 2013      | Pan-STARRS                   |
| 670017 | 2013 EU96                | 8 marzo 2013      | Pan-STARRS                   |
| 670018 | 2013 EG98                | 14 settembre 2005 | Spacewatch                   |
| 670019 | 2013 EN100               | 28 febbraio 2008  | Mount Lemmon Survey          |
| 670020 | 2013 EF101               | 18 dicembre 2001  | LINEAR                       |
| 670021 | 2013 EJ102               | 27 marzo 2008     | Spacewatch                   |
| 670022 | 2013 EE103               | 23 ottobre 2011   | Pan-STARRS                   |
| 670023 | 2013 EM103               | 15 gennaio 2013   | ESA OGS                      |
| 670024 | 2013 EH104               | 12 marzo 2013     | Mount Lemmon Survey          |
| 670025 | 2013 ET108               | 15 marzo 2013     | IAA-AI                       |
| 670026 | 2013 EB111               | 4 settembre 2010  | Mount Lemmon Survey          |
| 670027 | 2013 ED112               | 7 aprile 2008     | Spacewatch                   |
| 670028 | 2013 EN113               | 24 novembre 2011  | Pan-STARRS                   |
| 670029 | 2013 EO113               | 10 febbraio 2002  | LINEAR                       |
| 670030 | 2013 EE114               | 10 gennaio 2008   | Osservatorio Jarnac          |
| 670031 | 2013 EA118               | 13 settembre 2007 | Mount Lemmon Survey          |
| 670032 | 2013 EW118               | 19 ottobre 2007   | H. Mikuž                     |
| 670033 | 2013 ER119               | 9 maggio 2008     | SSS                          |
| 670034 | 2013 EY120               | 13 aprile 2002    | Spacewatch                   |
| 670035 | 2013 EO121               | 20 marzo 2002     | Spacewatch                   |
| 670036 | 2013 EW123               | 15 marzo 2013     | Mount Lemmon Survey          |
| 670037 | 2013 EY125               | 26 settembre 2005 | Spacewatch                   |
| 670038 | 2013 EA128               | 15 aprile 2002    | LONEOS                       |
| 670039 | 2013 EM131               | 14 febbraio 2013  | Pan-STARRS                   |
| 670040 | 2013 EF134               | 17 settembre 2009 | Spacewatch                   |
| 670041 | 2013 EA142               | 13 marzo 2013     | M. W. Buie                   |
| 670042 | 2013 EE157               | 16 gennaio 2009   | Spacewatch                   |
| 670043 | 2013 EL158               | 11 marzo 2013     | Mount Lemmon Survey          |
| 670044 | 2013 EC159               | 25 settembre 2016 | Pan-STARRS                   |
| 670045 | 2013 EE159               | 13 marzo 2013     | Pan-STARRS                   |
| 670046 | 2013 EP159               | 5 marzo 2013      | Mount Lemmon Survey          |
| 670047 | 2013 EH160               | 30 agosto 2016    | Mount Lemmon Survey          |
| 670048 | 2013 EV160               | 4 marzo 2013      | Pan-STARRS                   |
| 670049 | 2013 EQ162               | 14 marzo 2013     | Mount Lemmon Survey          |
| 670050 | 2013 EY162               | 15 marzo 2013     | Spacewatch                   |
| 670051 | 2013 ED163               | 16 novembre 2017  | Mount Lemmon Survey          |
| 670052 | 2013 EB164               | 17 gennaio 2007   | Spacewatch                   |
| 670053 | 2013 EH165               | 26 maggio 2014    | Pan-STARRS                   |
| 670054 | 2013 EH167               | 5 marzo 2013      | Mount Lemmon Survey          |
| 670055 | 2013 EG168               | 5 marzo 2013      | Pan-STARRS                   |
| 670056 | 2013 EX168               | 13 marzo 2013     | PTF                          |
| 670057 | 2013 EU169               | 13 marzo 2013     | Spacewatch                   |
| 670058 | 2013 EM172               | 5 marzo 2013      | Pan-STARRS                   |
| 670059 | 2013 EM177               | 5 marzo 2013      | Mount Lemmon Survey          |
| 670060 | 2013 EY177               | 5 marzo 2013      | Mount Lemmon Survey          |
| 670061 | 2013 FO                  | 22 marzo 2009     | Mount Lemmon Survey          |
| 670062 | 2013 FW2                 | 6 gennaio 2002    | Spacewatch                   |
| 670063 | 2013 FX2                 | 5 maggio 2008     | Mount Lemmon Survey          |
| 670064 | 2013 FG10                | 11 marzo 2013     | Mount Lemmon Survey          |
| 670065 | 2013 FM10                | 25 maggio 2003    | P. R. Holvorcem, M. Schwartz |
| 670066 | 2013 FS10                | 17 febbraio 2004  | Spacewatch                   |
| 670067 | 2013 FC12                | 30 settembre 2005 | Osservatorio di Mauna Kea    |
| 670068 | 2013 FS12                | 20 marzo 2013     | A. Oreshko                   |
| 670069 | 2013 FH13                | 15 marzo 2013     | CSS                          |
| 670070 | 2013 FH15                | 22 agosto 2009    | C. Rinner, F. Kugel          |
| 670071 | 2013 FL17                | 19 marzo 2013     | Pan-STARRS                   |
| 670072 | 2013 FF18                | 12 ottobre 2004   | Spacewatch                   |
| 670073 | 2013 FR18                | 19 marzo 2013     | Pan-STARRS                   |
| 670074 | 2013 FQ19                | 12 marzo 2013     | Mount Lemmon Survey          |
| 670075 | 2013 FO20                | 5 marzo 2013      | Pan-STARRS                   |
| 670076 | 2013 FK30                | 17 febbraio 2007  | Mount Lemmon Survey          |
| 670077 | 2013 FB32                | 19 marzo 2013     | Pan-STARRS                   |
| 670078 | 2013 FW32                | 31 marzo 2013     | Mount Lemmon Survey          |
| 670079 | 2013 FO33                | 19 marzo 2013     | Pan-STARRS                   |
| 670080 | 2013 FR33                | 16 marzo 2013     | Spacewatch                   |
| 670081 | 2013 FU34                | 17 marzo 2013     | Mount Lemmon Survey          |
| 670082 | 2013 FX36                | 19 ottobre 2011   | Spacewatch                   |
| 670083 | 2013 FL39                | 19 marzo 2013     | Pan-STARRS                   |
| 670084 | 2013 GH1                 | 1 gennaio 2012    | Mount Lemmon Survey          |
| 670085 | 2013 GJ2                 | 2 aprile 2013     | Spacewatch                   |
| 670086 | 2013 GN4                 | 13 marzo 2013     | Mount Lemmon Survey          |
| 670087 | 2013 GQ4                 | 11 marzo 2004     | J. Dellinger                 |
| 670088 | 2013 GA7                 | 3 aprile 2013     | PTF                          |
| 670089 | 2013 GC8                 | 18 marzo 2009     | Spacewatch                   |
| 670090 | 2013 GX10                | 12 aprile 2002    | Spacewatch                   |
| 670091 | 2013 GF12                | 12 marzo 2013     | PTF                          |
| 670092 | 2013 GJ12                | 3 aprile 2013     | PTF                          |
| 670093 | 2013 GG13                | 12 marzo 2013     | Mount Lemmon Survey          |
| 670094 | 2013 GJ14                | 31 marzo 2013     | PTF                          |
| 670095 | 2013 GN17                | 5 marzo 2013      | Spacewatch                   |
| 670096 | 2013 GR26                | 8 febbraio 2007   | Mount Lemmon Survey          |
| 670097 | 2013 GF27                | 5 aprile 2013     | Pan-STARRS                   |
| 670098 | 2013 GN27                | 15 febbraio 2013  | Pan-STARRS                   |
| 670099 | 2013 GJ30                | 12 agosto 2010    | Spacewatch                   |
| 670100 | 2013 GH31                | 18 settembre 2003 | Spacewatch                   |

## 670101–670200
| Nome   | Designazione provvisoria | Data di scoperta  | Scopritore          |
| ------ | ------------------------ | ----------------- | ------------------- |
| 670101 | 2013 GR33                | 5 marzo 2013      | Pan-STARRS          |
| 670102 | 2013 GP34                | 1 gennaio 2009    | Spacewatch          |
| 670103 | 2013 GG40                | 17 ottobre 2010   | Mount Lemmon Survey |
| 670104 | 2013 GX40                | 17 febbraio 2013  | Mount Lemmon Survey |
| 670105 | 2013 GY40                | 8 aprile 2013     | M. Ory              |
| 670106 | 2013 GZ40                | 8 aprile 2013     | M. Ory              |
| 670107 | 2013 GG48                | 11 ottobre 2001   | Spacewatch          |
| 670108 | 2013 GM49                | 16 ottobre 2006   | CSS                 |
| 670109 | 2013 GP50                | 17 gennaio 2009   | Spacewatch          |
| 670110 | 2013 GQ50                | 8 aprile 2013     | PTF                 |
| 670111 | 2013 GY50                | 8 aprile 2013     | Mount Lemmon Survey |
| 670112 | 2013 GC51                | 15 marzo 2013     | Spacewatch          |
| 670113 | 2013 GW52                | 18 marzo 2013     | Spacewatch          |
| 670114 | 2013 GR53                | 10 aprile 2013    | Pan-STARRS          |
| 670115 | 2013 GB54                | 1 marzo 2009      | Spacewatch          |
| 670116 | 2013 GD54                | 10 aprile 2013    | Pan-STARRS          |
| 670117 | 2013 GM56                | 15 marzo 2013     | Mount Lemmon Survey |
| 670118 | 2013 GE57                | 21 giugno 2009    | Mount Lemmon Survey |
| 670119 | 2013 GR58                | 31 marzo 2013     | Mount Lemmon Survey |
| 670120 | 2013 GV60                | 2 gennaio 2012    | Mount Lemmon Survey |
| 670121 | 2013 GM64                | 31 maggio 2008    | Spacewatch          |
| 670122 | 2013 GQ66                | 9 aprile 2013     | Cordoba             |
| 670123 | 2013 GM72                | 11 aprile 2013    | ESA OGS             |
| 670124 | 2013 GA75                | 9 aprile 2002     | NEAT                |
| 670125 | 2013 GL75                | 10 aprile 2013    | Pan-STARRS          |
| 670126 | 2013 GT76                | 17 gennaio 2007   | CSS                 |
| 670127 | 2013 GD78                | 23 agosto 2001    | LONEOS              |
| 670128 | 2013 GG80                | 13 aprile 2013    | Pan-STARRS          |
| 670129 | 2013 GS82                | 10 aprile 2013    | Pan-STARRS          |
| 670130 | 2013 GR83                | 14 aprile 2013    | Mount Lemmon Survey |
| 670131 | 2013 GX84                | 9 marzo 2007      | Mount Lemmon Survey |
| 670132 | 2013 GX86                | 14 aprile 2013    | Mount Lemmon Survey |
| 670133 | 2013 GJ87                | 14 aprile 2013    | Mount Lemmon Survey |
| 670134 | 2013 GM94                | 23 febbraio 2003  | Spacewatch          |
| 670135 | 2013 GA95                | 10 aprile 2005    | Kitt Peak Obs.      |
| 670136 | 2013 GY96                | 6 ottobre 2004    | Spacewatch          |
| 670137 | 2013 GY98                | 1 aprile 2002     | NEAT                |
| 670138 | 2013 GL100               | 10 ottobre 2010   | Spacewatch          |
| 670139 | 2013 GX103               | 2 aprile 2013     | Mount Lemmon Survey |
| 670140 | 2013 GS104               | 15 marzo 2013     | Spacewatch          |
| 670141 | 2013 GO105               | 18 agosto 2009    | Spacewatch          |
| 670142 | 2013 GV106               | 9 aprile 2002     | Spacewatch          |
| 670143 | 2013 GZ107               | 31 gennaio 2009   | Mount Lemmon Survey |
| 670144 | 2013 GJ109               | 9 aprile 2013     | Pan-STARRS          |
| 670145 | 2013 GU110               | 11 aprile 2013    | CSS                 |
| 670146 | 2013 GQ111               | 22 ottobre 2003   | Kitt Peak Obs.      |
| 670147 | 2013 GA112               | 12 aprile 2013    | Pan-STARRS          |
| 670148 | 2013 GT112               | 13 aprile 2002    | NEAT                |
| 670149 | 2013 GO113               | 23 ottobre 2011   | Pan-STARRS          |
| 670150 | 2013 GF114               | 15 aprile 2013    | Pan-STARRS          |
| 670151 | 2013 GT114               | 18 marzo 2013     | Pan-STARRS          |
| 670152 | 2013 GA115               | 20 novembre 2003  | SDSS Collaboration  |
| 670153 | 2013 GW116               | 19 marzo 2013     | Pan-STARRS          |
| 670154 | 2013 GR117               | 24 marzo 2013     | Mount Lemmon Survey |
| 670155 | 2013 GW128               | 5 aprile 2013     | PTF                 |
| 670156 | 2013 GV129               | 19 gennaio 2013   | Spacewatch          |
| 670157 | 2013 GY130               | 8 gennaio 2002    | NEAT                |
| 670158 | 2013 GC132               | 18 aprile 2013    | PTF                 |
| 670159 | 2013 GR135               | 13 aprile 2013    | ESA OGS             |
| 670160 | 2013 GR138               | 27 gennaio 2012   | Mount Lemmon Survey |
| 670161 | 2013 GH142               | 7 aprile 2013     | Mount Lemmon Survey |
| 670162 | 2013 GJ142               | 7 ottobre 2016    | Pan-STARRS          |
| 670163 | 2013 GS142               | 2 aprile 2013     | Mount Lemmon Survey |
| 670164 | 2013 GV142               | 27 novembre 2000  | SDSS Collaboration  |
| 670165 | 2013 GS143               | 13 aprile 2013    | ESA OGS             |
| 670166 | 2013 GV143               | 10 aprile 2013    | Pan-STARRS          |
| 670167 | 2013 GZ144               | 11 aprile 2013    | Spacewatch          |
| 670168 | 2013 GA147               | 10 aprile 2013    | Mount Lemmon Survey |
| 670169 | 2013 GG147               | 17 gennaio 2007   | Spacewatch          |
| 670170 | 2013 GR147               | 23 dicembre 2017  | Pan-STARRS          |
| 670171 | 2013 GD148               | 5 ottobre 2015    | Pan-STARRS          |
| 670172 | 2013 GH148               | 27 giugno 2014    | Pan-STARRS          |
| 670173 | 2013 GM152               | 13 aprile 2013    | Pan-STARRS          |
| 670174 | 2013 GT152               | 13 aprile 2013    | Pan-STARRS          |
| 670175 | 2013 GH154               | 6 aprile 2013     | Mount Lemmon Survey |
| 670176 | 2013 GX156               | 10 aprile 2013    | Pan-STARRS          |
| 670177 | 2013 GY167               | 12 novembre 2005  | Spacewatch          |
| 670178 | 2013 HD                  | 9 gennaio 2013    | Mount Lemmon Survey |
| 670179 | 2013 HD2                 | 10 aprile 2013    | Mount Lemmon Survey |
| 670180 | 2013 HO2                 | 30 dicembre 2008  | Mount Lemmon Survey |
| 670181 | 2013 HY2                 | 25 marzo 2007     | W. K. Y. Yeung      |
| 670182 | 2013 HB3                 | 13 dicembre 2010  | Mount Lemmon Survey |
| 670183 | 2013 HN3                 | 14 novembre 2010  | Spacewatch          |
| 670184 | 2013 HH4                 | 7 marzo 2013      | L. Elenin           |
| 670185 | 2013 HZ5                 | 18 aprile 2013    | Mount Lemmon Survey |
| 670186 | 2013 HJ6                 | 10 maggio 2002    | NEAT                |
| 670187 | 2013 HM6                 | 17 ottobre 2010   | Mount Lemmon Survey |
| 670188 | 2013 HS6                 | 16 agosto 2009    | Spacewatch          |
| 670189 | 2013 HT6                 | 14 giugno 2002    | NEAT                |
| 670190 | 2013 HA9                 | 7 gennaio 2006    | Spacewatch          |
| 670191 | 2013 HR10                | 20 aprile 2013    | Mount Lemmon Survey |
| 670192 | 2013 HE11                | 20 aprile 2013    | PTF                 |
| 670193 | 2013 HV11                | 13 aprile 2008    | Mount Lemmon Survey |
| 670194 | 2013 HV16                | 19 ottobre 2003   | SDSS Collaboration  |
| 670195 | 2013 HF20                | 13 febbraio 2004  | Spacewatch          |
| 670196 | 2013 HV23                | 28 aprile 2013    | SSS                 |
| 670197 | 2013 HC24                | 21 settembre 2003 | Spacewatch          |
| 670198 | 2013 HB25                | 24 ottobre 2005   | Spacewatch          |
| 670199 | 2013 HM27                | 15 marzo 2013     | Spacewatch          |
| 670200 | 2013 HK30                | 17 ottobre 2010   | Mount Lemmon Survey |

## 670201–670300
| Nome   | Designazione provvisoria | Data di scoperta  | Scopritore                      |
| ------ | ------------------------ | ----------------- | ------------------------------- |
| 670201 | 2013 HJ34                | 17 gennaio 2009   | Mount Lemmon Survey             |
| 670202 | 2013 HR35                | 10 settembre 2009 | ESA OGS                         |
| 670203 | 2013 HD42                | 20 settembre 2003 | Spacewatch                      |
| 670204 | 2013 HY43                | 25 febbraio 2007  | Mount Lemmon Survey             |
| 670205 | 2013 HM50                | 24 settembre 2004 | Spacewatch                      |
| 670206 | 2013 HL52                | 9 aprile 2013     | Pan-STARRS                      |
| 670207 | 2013 HZ65                | 16 aprile 2013    | CTIO-DECam                      |
| 670208 | 2013 HD67                | 3 ottobre 2003    | Spacewatch                      |
| 670209 | 2013 HL73                | 14 gennaio 2002   | Spacewatch                      |
| 670210 | 2013 HX77                | 2 novembre 2010   | Mount Lemmon Survey             |
| 670211 | 2013 HG84                | 12 ottobre 1999   | LINEAR                          |
| 670212 | 2013 HV84                | 9 aprile 2013     | Pan-STARRS                      |
| 670213 | 2013 HJ87                | 23 ottobre 2003   | Spacewatch                      |
| 670214 | 2013 HL87                | 16 marzo 2007     | Mount Lemmon Survey             |
| 670215 | 2013 HR89                | 17 marzo 2013     | Spacewatch                      |
| 670216 | 2013 HD91                | 10 aprile 2013    | Pan-STARRS                      |
| 670217 | 2013 HK92                | 15 settembre 2009 | Spacewatch                      |
| 670218 | 2013 HF93                | 1 maggio 2013     | Mount Lemmon Survey             |
| 670219 | 2013 HG94                | 15 maggio 2008    | Spacewatch                      |
| 670220 | 2013 HC102               | 16 aprile 2013    | CTIO-DECam                      |
| 670221 | 2013 HN103               | 12 aprile 2002    | Spacewatch                      |
| 670222 | 2013 HO103               | 1 novembre 2010   | Mount Lemmon Survey             |
| 670223 | 2013 HE104               | 2 aprile 2013     | Mount Lemmon Survey             |
| 670224 | 2013 HK104               | 14 settembre 1999 | Spacewatch                      |
| 670225 | 2013 HJ108               | 10 aprile 2013    | Pan-STARRS                      |
| 670226 | 2013 HV109               | 10 aprile 2013    | Pan-STARRS                      |
| 670227 | 2013 HX111               | 10 aprile 2013    | Pan-STARRS                      |
| 670228 | 2013 HL116               | 15 aprile 2013    | L. A. Molnar                    |
| 670229 | 2013 HE118               | 15 marzo 2013     | Spacewatch                      |
| 670230 | 2013 HM119               | 29 settembre 2005 | Spacewatch                      |
| 670231 | 2013 HS119               | 13 febbraio 2013  | ESA OGS                         |
| 670232 | 2013 HC120               | 5 maggio 2008     | Mount Lemmon Survey             |
| 670233 | 2013 HJ120               | 10 aprile 2013    | Pan-STARRS                      |
| 670234 | 2013 HQ120               | 10 aprile 2013    | Pan-STARRS                      |
| 670235 | 2013 HQ122               | 4 gennaio 2012    | Mount Lemmon Survey             |
| 670236 | 2013 HR123               | 17 aprile 2013    | CTIO-DECam                      |
| 670237 | 2013 HN124               | 4 settembre 2010  | Mount Lemmon Survey             |
| 670238 | 2013 HC127               | 11 aprile 2013    | ESA OGS                         |
| 670239 | 2013 HW127               | 17 aprile 2013    | CTIO-DECam                      |
| 670240 | 2013 HQ144               | 9 aprile 2013     | Pan-STARRS                      |
| 670241 | 2013 HW154               | 1 novembre 2010   | Mount Lemmon Survey             |
| 670242 | 2013 HW158               | 20 ottobre 2016   | Mount Lemmon Survey             |
| 670243 | 2013 JB                  | 11 aprile 2013    | ESA OGS                         |
| 670244 | 2013 JD                  | 1 maggio 2013     | PTF                             |
| 670245 | 2013 JG                  | 1 novembre 2011   | Mount Lemmon Survey             |
| 670246 | 2013 JE1                 | 1 maggio 2013     | PTF                             |
| 670247 | 2013 JJ1                 | 1 maggio 2013     | Spacewatch                      |
| 670248 | 2013 JY1                 | 18 aprile 2013    | Mount Lemmon Survey             |
| 670249 | 2013 JP3                 | 16 aprile 2013    | SSS                             |
| 670250 | 2013 JH4                 | 3 maggio 2013     | PTF                             |
| 670251 | 2013 JX4                 | 30 ottobre 2005   | Spacewatch                      |
| 670252 | 2013 JM6                 | 12 aprile 2013    | Pan-STARRS                      |
| 670253 | 2013 JR6                 | 6 maggio 2013     | A. Oreshko                      |
| 670254 | 2013 JT8                 | 10 ottobre 2004   | L. H. Wasserman, J. R. Lovering |
| 670255 | 2013 JA9                 | 13 aprile 2013    | Pan-STARRS                      |
| 670256 | 2013 JY14                | 16 febbraio 2002  | NEAT                            |
| 670257 | 2013 JN18                | 25 febbraio 2007  | Spacewatch                      |
| 670258 | 2013 JT19                | 17 settembre 2003 | Spacewatch                      |
| 670259 | 2013 JN23                | 27 settembre 2003 | SDSS Collaboration              |
| 670260 | 2013 JE27                | 7 aprile 2013     | Spacewatch                      |
| 670261 | 2013 JT29                | 1 aprile 2009     | Spacewatch                      |
| 670262 | 2013 JU29                | 26 settembre 2003 | SDSS Collaboration              |
| 670263 | 2013 JB30                | 20 aprile 2013    | PTF                             |
| 670264 | 2013 JZ32                | 25 gennaio 2012   | Pan-STARRS                      |
| 670265 | 2013 JG33                | 15 aprile 2013    | Pan-STARRS                      |
| 670266 | 2013 JU39                | 12 maggio 2013    | Spacewatch                      |
| 670267 | 2013 JB41                | 4 settembre 2003  | Spacewatch                      |
| 670268 | 2013 JX42                | 27 settembre 2003 | SDSS Collaboration              |
| 670269 | 2013 JG44                | 10 aprile 2013    | Pan-STARRS                      |
| 670270 | 2013 JK45                | 22 aprile 2013    | Mount Lemmon Survey             |
| 670271 | 2013 JR46                | 7 febbraio 2011   | Mount Lemmon Survey             |
| 670272 | 2013 JV47                | 12 maggio 2013    | Pan-STARRS                      |
| 670273 | 2013 JP50                | 1 maggio 2013     | Mount Lemmon Survey             |
| 670274 | 2013 JN59                | 20 ottobre 2007   | Mount Lemmon Survey             |
| 670275 | 2013 JS61                | 8 maggio 2013     | Pan-STARRS                      |
| 670276 | 2013 JT67                | 9 maggio 2013     | Pan-STARRS                      |
| 670277 | 2013 JN71                | 16 aprile 2017    | Pan-STARRS                      |
| 670278 | 2013 JF74                | 14 settembre 2014 | Pan-STARRS                      |
| 670279 | 2013 JU78                | 15 maggio 2013    | Pan-STARRS                      |
| 670280 | 2013 JN79                | 8 maggio 2013     | Pan-STARRS                      |
| 670281 | 2013 KZ6                 | 16 aprile 2013    | Pan-STARRS                      |
| 670282 | 2013 KK8                 | 27 dicembre 2011  | Mount Lemmon Survey             |
| 670283 | 2013 KJ12                | 18 ottobre 2003   | SDSS Collaboration              |
| 670284 | 2013 KS12                | 28 marzo 2009     | Spacewatch                      |
| 670285 | 2013 KW13                | 7 ottobre 2000    | Spacewatch                      |
| 670286 | 2013 KX16                | 13 ottobre 2009   | W. Bickel                       |
| 670287 | 2013 KX17                | 16 maggio 2013    | Mount Lemmon Survey             |
| 670288 | 2013 LU                  | 22 aprile 2007    | Pises Obs.                      |
| 670289 | 2013 LN2                 | 15 aprile 2013    | Pan-STARRS                      |
| 670290 | 2013 LF4                 | 15 novembre 2011  | Mount Lemmon Survey             |
| 670291 | 2013 LH9                 | 4 settembre 2003  | Spacewatch                      |
| 670292 | 2013 LY11                | 24 maggio 2006    | NEAT                            |
| 670293 | 2013 LG13                | 18 aprile 2007    | Spacewatch                      |
| 670294 | 2013 LS15                | 8 luglio 2002     | NEAT                            |
| 670295 | 2013 LH16                | 7 giugno 2013     | Pan-STARRS                      |
| 670296 | 2013 LQ18                | 14 novembre 2010  | Mount Lemmon Survey             |
| 670297 | 2013 LZ21                | 6 novembre 2010   | Mount Lemmon Survey             |
| 670298 | 2013 LV23                | 18 settembre 2003 | Spacewatch                      |
| 670299 | 2013 LM29                | 5 dicembre 2005   | Spacewatch                      |
| 670300 | 2013 LZ31                | 8 agosto 2008     | SSS                             |

## 670301–670400
| Nome   | Designazione provvisoria | Data di scoperta  | Scopritore          |
| ------ | ------------------------ | ----------------- | ------------------- |
| 670301 | 2013 LA33                | 24 ottobre 2003   | SDSS Collaboration  |
| 670302 | 2013 LR35                | 1 agosto 2001     | NEAT                |
| 670303 | 2013 LM37                | 7 giugno 2013     | Pan-STARRS          |
| 670304 | 2013 LW40                | 12 giugno 2013    | Pan-STARRS          |
| 670305 | 2013 LG41                | 1 giugno 2013     | Mount Lemmon Survey |
| 670306 | 2013 MZ3                 | 18 giugno 2013    | Mount Lemmon Survey |
| 670307 | 2013 MF4                 | 6 febbraio 2007   | Mount Lemmon Survey |
| 670308 | 2013 MM11                | 30 giugno 2013    | Pan-STARRS          |
| 670309 | 2013 MZ15                | 9 ottobre 2015    | Pan-STARRS          |
| 670310 | 2013 MX17                | 20 giugno 2013    | Pan-STARRS          |
| 670311 | 2013 ML18                | 18 giugno 2013    | Mount Lemmon Survey |
| 670312 | 2013 MG19                | 18 giugno 2013    | Pan-STARRS          |
| 670313 | 2013 MQ20                | 26 agosto 2009    | CSS                 |
| 670314 | 2013 MA23                | 20 giugno 2013    | Pan-STARRS          |
| 670315 | 2013 NZ5                 | 4 settembre 2008  | Spacewatch          |
| 670316 | 2013 NN14                | 6 settembre 2008  | CSS                 |
| 670317 | 2013 NZ14                | 18 novembre 2003  | NEAT                |
| 670318 | 2013 NO16                | 1 ottobre 2008    | Spacewatch          |
| 670319 | 2013 NN17                | 22 ottobre 2008   | Spacewatch          |
| 670320 | 2013 NL27                | 1 luglio 2013     | Pan-STARRS          |
| 670321 | 2013 NT33                | 4 settembre 2012  | Pan-STARRS          |
| 670322 | 2013 NB36                | 2 luglio 2013     | Pan-STARRS          |
| 670323 | 2013 NR39                | 21 ottobre 2014   | CSS                 |
| 670324 | 2013 NS39                | 13 dicembre 2015  | Pan-STARRS          |
| 670325 | 2013 NX40                | 13 luglio 2013    | Pan-STARRS          |
| 670326 | 2013 NO46                | 1 luglio 2013     | Pan-STARRS          |
| 670327 | 2013 NO48                | 30 ottobre 2005   | Spacewatch          |
| 670328 | 2013 NR58                | 9 luglio 2013     | Pan-STARRS          |
| 670329 | 2013 NT59                | 9 luglio 2013     | Pan-STARRS          |
| 670330 | 2013 NU62                | 14 luglio 2013    | Pan-STARRS          |
| 670331 | 2013 NE64                | 2 luglio 2013     | Pan-STARRS          |
| 670332 | 2013 NG66                | 12 luglio 2013    | Pan-STARRS          |
| 670333 | 2013 NA67                | 15 luglio 2013    | Pan-STARRS          |
| 670334 | 2013 NO71                | 13 luglio 2013    | Pan-STARRS          |
| 670335 | 2013 OK8                 | 18 maggio 2002    | NEAT                |
| 670336 | 2013 OW11                | 28 luglio 2013    | Spacewatch          |
| 670337 | 2013 OQ12                | 3 novembre 2005   | Spacewatch          |
| 670338 | 2013 OL13                | 16 luglio 2013    | Pan-STARRS          |
| 670339 | 2013 OM13                | 20 gennaio 2015   | Mount Lemmon Survey |
| 670340 | 2013 OL14                | 24 ottobre 2014   | Mount Lemmon Survey |
| 670341 | 2013 OO17                | 16 luglio 2013    | Pan-STARRS          |
| 670342 | 2013 PN3                 | 19 ottobre 2003   | SDSS Collaboration  |
| 670343 | 2013 PU3                 | 1 agosto 2013     | Pan-STARRS          |
| 670344 | 2013 PG4                 | 21 settembre 2009 | CSS                 |
| 670345 | 2013 PX7                 | 1 agosto 2013     | PTF                 |
| 670346 | 2013 PY9                 | 3 agosto 2013     | Pan-STARRS          |
| 670347 | 2013 PZ9                 | 3 agosto 2013     | Pan-STARRS          |
| 670348 | 2013 PW11                | 5 agosto 2013     | PTF                 |
| 670349 | 2013 PH14                | 29 luglio 2002    | NEAT                |
| 670350 | 2013 PC16                | 7 agosto 2013     | PTF                 |
| 670351 | 2013 PE18                | 16 dicembre 2006  | Mount Lemmon Survey |
| 670352 | 2013 PV18                | 15 luglio 2013    | Pan-STARRS          |
| 670353 | 2013 PY18                | 15 luglio 2013    | Pan-STARRS          |
| 670354 | 2013 PU21                | 7 agosto 2013     | Pan-STARRS          |
| 670355 | 2013 PA23                | 8 agosto 2013     | Pan-STARRS          |
| 670356 | 2013 PU24                | 16 ottobre 2003   | Spacewatch          |
| 670357 | 2013 PD32                | 14 settembre 2009 | Spacewatch          |
| 670358 | 2013 PL32                | 18 settembre 2003 | Spacewatch          |
| 670359 | 2013 PP34                | 19 dicembre 2009  | Mount Lemmon Survey |
| 670360 | 2013 PG48                | 15 gennaio 2004   | Spacewatch          |
| 670361 | 2013 PB52                | 13 agosto 2013    | Spacewatch          |
| 670362 | 2013 PO52                | 18 giugno 2007    | Spacewatch          |
| 670363 | 2013 PO57                | 15 agosto 2013    | Pan-STARRS          |
| 670364 | 2013 PQ61                | 16 settembre 2009 | Mount Lemmon Survey |
| 670365 | 2013 PB68                | 12 agosto 2013    | Pan-STARRS          |
| 670366 | 2013 PC69                | 2 novembre 2008   | Mount Lemmon Survey |
| 670367 | 2013 PR72                | 30 luglio 2013    | Spacewatch          |
| 670368 | 2013 PW73                | 18 dicembre 2003  | Spacewatch          |
| 670369 | 2013 PQ75                | 8 agosto 2013     | Pan-STARRS          |
| 670370 | 2013 PU76                | 10 marzo 2007     | Mount Lemmon Survey |
| 670371 | 2013 PH78                | 15 aprile 2012    | Pan-STARRS          |
| 670372 | 2013 PT81                | 30 gennaio 2011   | Mount Lemmon Survey |
| 670373 | 2013 PH83                | 15 agosto 2013    | Pan-STARRS          |
| 670374 | 2013 PM84                | 27 novembre 2014  | Mount Lemmon Survey |
| 670375 | 2013 PW84                | 30 settembre 2000 | LINEAR              |
| 670376 | 2013 PR85                | 9 agosto 2013     | Pan-STARRS          |
| 670377 | 2013 PN96                | 12 agosto 2013    | Pan-STARRS          |
| 670378 | 2013 PW117               | 9 agosto 2013     | Pan-STARRS          |
| 670379 | 2013 PL118               | 14 agosto 2013    | Pan-STARRS          |
| 670380 | 2013 QP3                 | 10 agosto 2013    | Spacewatch          |
| 670381 | 2013 QN7                 | 26 agosto 2013    | Pan-STARRS          |
| 670382 | 2013 QU11                | 26 agosto 2013    | Pan-STARRS          |
| 670383 | 2013 QD12                | 9 agosto 2013     | Pan-STARRS          |
| 670384 | 2013 QT20                | 24 settembre 2000 | LINEAR              |
| 670385 | 2013 QK25                | 26 agosto 2013    | Pan-STARRS          |
| 670386 | 2013 QJ27                | 5 agosto 2013     | ESA OGS             |
| 670387 | 2013 QR32                | 26 agosto 2013    | Pan-STARRS          |
| 670388 | 2013 QH33                | 13 giugno 2001    | LONEOS              |
| 670389 | 2013 QW34                | 9 agosto 2013     | CSS                 |
| 670390 | 2013 QR44                | 10 settembre 2004 | LINEAR              |
| 670391 | 2013 QQ47                | 28 agosto 2013    | CSS                 |
| 670392 | 2013 QO50                | 16 settembre 2009 | Spacewatch          |
| 670393 | 2013 QS52                | 12 agosto 2013    | Pan-STARRS          |
| 670394 | 2013 QW55                | 13 ottobre 2010   | Mount Lemmon Survey |
| 670395 | 2013 QX60                | 26 agosto 2013    | Pan-STARRS          |
| 670396 | 2013 QY61                | 13 settembre 2002 | NEAT                |
| 670397 | 2013 QU63                | 21 agosto 2001    | Spacewatch          |
| 670398 | 2013 QP66                | 12 agosto 2013    | Pan-STARRS          |
| 670399 | 2013 QG69                | 25 settembre 2005 | CSS                 |
| 670400 | 2013 QM70                | 13 agosto 2013    | Pan-STARRS          |

## 670401–670500
| Nome   | Designazione provvisoria | Data di scoperta  | Scopritore                |
| ------ | ------------------------ | ----------------- | ------------------------- |
| 670401 | 2013 QZ70                | 12 agosto 2006    | NEAT                      |
| 670402 | 2013 QX77                | 28 agosto 2013    | Mount Lemmon Survey       |
| 670403 | 2013 QJ79                | 10 agosto 2013    | Spacewatch                |
| 670404 | 2013 QO81                | 15 settembre 2002 | AMOS                      |
| 670405 | 2013 QS81                | 8 agosto 2013     | Spacewatch                |
| 670406 | 2013 QV83                | 16 agosto 2006    | SSS                       |
| 670407 | 2013 QC89                | 27 gennaio 2011   | Mount Lemmon Survey       |
| 670408 | 2013 QW93                | 30 ottobre 2008   | Spacewatch                |
| 670409 | 2013 QX93                | 13 dicembre 2006  | Spacewatch                |
| 670410 | 2013 QF94                | 2 marzo 2006      | Spacewatch                |
| 670411 | 2013 QC95                | 31 agosto 2013    | Pan-STARRS                |
| 670412 | 2013 QM96                | 18 gennaio 2015   | Mount Lemmon Survey       |
| 670413 | 2013 QD98                | 17 agosto 2013    | Pan-STARRS                |
| 670414 | 2013 QP103               | 27 agosto 2013    | Pan-STARRS                |
| 670415 | 2013 RH18                | 7 settembre 2004  | LINEAR                    |
| 670416 | 2013 RV28                | 4 settembre 2013  | Mount Lemmon Survey       |
| 670417 | 2013 RM31                | 5 settembre 2013  | W. Bickel                 |
| 670418 | 2013 RR32                | 27 settembre 2009 | CSS                       |
| 670419 | 2013 RO34                | 16 dicembre 2003  | Osservatorio di Mauna Kea |
| 670420 | 2013 RB38                | 28 maggio 2008    | Spacewatch                |
| 670421 | 2013 RG39                | 28 agosto 2009    | Spacewatch                |
| 670422 | 2013 RV43                | 28 settembre 2003 | Spacewatch                |
| 670423 | 2013 RA47                | 3 giugno 2008     | Mount Lemmon Survey       |
| 670424 | 2013 RJ48                | 7 settembre 2004  | Spacewatch                |
| 670425 | 2013 RJ50                | 27 ottobre 2009   | Mount Lemmon Survey       |
| 670426 | 2013 RB51                | 2 aprile 2006     | Mount Lemmon Survey       |
| 670427 | 2013 RA53                | 13 settembre 2002 | NEAT                      |
| 670428 | 2013 RC54                | 11 ottobre 2010   | Mount Lemmon Survey       |
| 670429 | 2013 RA60                | 10 settembre 2013 | Pan-STARRS                |
| 670430 | 2013 RX60                | 26 giugno 2013    | Mount Lemmon Survey       |
| 670431 | 2013 RH61                | 9 maggio 2012     | SSS                       |
| 670432 | 2013 RP61                | 5 agosto 2013     | PTF                       |
| 670433 | 2013 RJ62                | 12 settembre 2013 | Mount Lemmon Survey       |
| 670434 | 2013 RB67                | 14 dicembre 1996  | Spacewatch                |
| 670435 | 2013 RY71                | 9 novembre 2009   | Mount Lemmon Survey       |
| 670436 | 2013 RJ80                | 5 settembre 2013  | Spacewatch                |
| 670437 | 2013 RV82                | 13 settembre 2013 | Spacewatch                |
| 670438 | 2013 RH84                | 27 ottobre 2009   | Spacewatch                |
| 670439 | 2013 RQ89                | 18 febbraio 2005  | A. Boattini               |
| 670440 | 2013 RO92                | 14 ottobre 2009   | Mount Lemmon Survey       |
| 670441 | 2013 RP96                | 28 settembre 2006 | CSS                       |
| 670442 | 2013 RS96                | 7 agosto 2013     | Spacewatch                |
| 670443 | 2013 RV96                | 8 settembre 2013  | PTF                       |
| 670444 | 2013 RG97                | 5 settembre 2007  | CSS                       |
| 670445 | 2013 RN97                | 13 settembre 2013 | PTF                       |
| 670446 | 2013 RW99                | 14 settembre 2013 | Mount Lemmon Survey       |
| 670447 | 2013 RO100               | 19 aprile 2006    | Mount Lemmon Survey       |
| 670448 | 2013 RC103               | 25 febbraio 2011  | Mount Lemmon Survey       |
| 670449 | 2013 RO105               | 9 settembre 2013  | Pan-STARRS                |
| 670450 | 2013 RW106               | 14 settembre 2013 | Pan-STARRS                |
| 670451 | 2013 RR107               | 15 settembre 2013 | Pan-STARRS                |
| 670452 | 2013 RN108               | 15 settembre 2013 | Mount Lemmon Survey       |
| 670453 | 2013 RU109               | 9 aprile 2016     | Pan-STARRS                |
| 670454 | 2013 RQ110               | 15 settembre 2013 | Mount Lemmon Survey       |
| 670455 | 2013 RF111               | 6 settembre 2013  | Mount Lemmon Survey       |
| 670456 | 2013 RH113               | 14 settembre 2013 | Pan-STARRS                |
| 670457 | 2013 RY113               | 10 settembre 2013 | Pan-STARRS                |
| 670458 | 2013 RY114               | 15 settembre 2013 | Mount Lemmon Survey       |
| 670459 | 2013 RR118               | 15 settembre 2013 | Spacewatch                |
| 670460 | 2013 RU125               | 25 febbraio 2015  | Pan-STARRS                |
| 670461 | 2013 RH128               | 1 settembre 2013  | CSS                       |
| 670462 | 2013 RY131               | 14 settembre 2013 | Pan-STARRS                |
| 670463 | 2013 RM134               | 10 settembre 2013 | Pan-STARRS                |
| 670464 | 2013 RB139               | 15 settembre 2013 | Pan-STARRS                |
| 670465 | 2013 RG142               | 14 settembre 2013 | Pan-STARRS                |
| 670466 | 2013 RV142               | 10 settembre 2013 | Pan-STARRS                |
| 670467 | 2013 RW143               | 14 settembre 2013 | Mount Lemmon Survey       |
| 670468 | 2013 SN1                 | 3 settembre 2013  | Mount Lemmon Survey       |
| 670469 | 2013 SS7                 | 20 dicembre 2009  | Spacewatch                |
| 670470 | 2013 SM18                | 11 febbraio 2004  | Spacewatch                |
| 670471 | 2013 SX20                | 2 settembre 2013  | CSS                       |
| 670472 | 2013 SZ20                | 28 settembre 2013 | CSS                       |
| 670473 | 2013 SS23                | 28 settembre 2013 | T. Lister                 |
| 670474 | 2013 ST23                | 30 settembre 2003 | SDSS Collaboration        |
| 670475 | 2013 SP26                | 28 settembre 2013 | PTF                       |
| 670476 | 2013 SQ30                | 15 ottobre 2004   | Spacewatch                |
| 670477 | 2013 SG31                | 1 settembre 2013  | Pan-STARRS                |
| 670478 | 2013 SE38                | 3 settembre 2013  | Spacewatch                |
| 670479 | 2013 SK39                | 25 settembre 2013 | Mount Lemmon Survey       |
| 670480 | 2013 SA43                | 10 maggio 2005    | Mount Lemmon Survey       |
| 670481 | 2013 SR43                | 10 settembre 2002 | NEAT                      |
| 670482 | 2013 SC44                | 27 settembre 2013 | K. Sárneczky              |
| 670483 | 2013 SZ46                | 25 dicembre 2010  | Mount Lemmon Survey       |
| 670484 | 2013 SF52                | 24 marzo 2012     | L. Elenin                 |
| 670485 | 2013 SW52                | 13 settembre 2004 | Spacewatch                |
| 670486 | 2013 SJ54                | 14 settembre 2013 | Spacewatch                |
| 670487 | 2013 SL54                | 29 settembre 2013 | Mount Lemmon Survey       |
| 670488 | 2013 SU56                | 25 novembre 2009  | Spacewatch                |
| 670489 | 2013 SX56                | 10 ottobre 2005   | CSS                       |
| 670490 | 2013 SO61                | 3 settembre 2013  | Pan-STARRS                |
| 670491 | 2013 SZ65                | 5 settembre 2013  | Spacewatch                |
| 670492 | 2013 SX70                | 24 settembre 2013 | Mount Lemmon Survey       |
| 670493 | 2013 SC73                | 14 settembre 2013 | Pan-STARRS                |
| 670494 | 2013 SQ76                | 27 settembre 2013 | Pan-STARRS                |
| 670495 | 2013 SR78                | 29 settembre 2013 | Mount Lemmon Survey       |
| 670496 | 2013 SW80                | 12 settembre 2013 | Spacewatch                |
| 670497 | 2013 SO84                | 30 ottobre 2002   | NEAT                      |
| 670498 | 2013 SC85                | 8 ottobre 2013    | PTF                       |
| 670499 | 2013 SU85                | 2 ottobre 2013    | PTF                       |
| 670500 | 2013 SH88                | 27 febbraio 2012  | Pan-STARRS                |

## 670501–670600
| Nome   | Designazione provvisoria | Data di scoperta  | Scopritore                |
| ------ | ------------------------ | ----------------- | ------------------------- |
| 670501 | 2013 SJ88                | 2 febbraio 2005   | Spacewatch                |
| 670502 | 2013 ST92                | 2 settembre 2013  | Mount Lemmon Survey       |
| 670503 | 2013 SU94                | 14 ottobre 2009   | Mount Lemmon Survey       |
| 670504 | 2013 SB96                | 22 settembre 2008 | Spacewatch                |
| 670505 | 2013 SF98                | 5 marzo 2011      | Spacewatch                |
| 670506 | 2013 ST101               | 3 dicembre 2005   | Osservatorio di Mauna Kea |
| 670507 | 2013 TC3                 | 12 settembre 2013 | PTF                       |
| 670508 | 2013 TB4                 | 6 settembre 2013  | CSS                       |
| 670509 | 2013 TD10                | 30 settembre 2013 | PTF                       |
| 670510 | 2013 TN12                | 28 settembre 2013 | Mount Lemmon Survey       |
| 670511 | 2013 TP16                | 1 ottobre 2013    | Mount Lemmon Survey       |
| 670512 | 2013 TN17                | 24 ottobre 2005   | Osservatorio di Mauna Kea |
| 670513 | 2013 TU24                | 1 dicembre 2006   | Spacewatch                |
| 670514 | 2013 TX27                | 15 settembre 2013 | Mount Lemmon Survey       |
| 670515 | 2013 TB43                | 24 febbraio 2006  | Mount Lemmon Survey       |
| 670516 | 2013 TF52                | 4 ottobre 2013    | Mount Lemmon Survey       |
| 670517 | 2013 TH54                | 4 ottobre 2013    | Mount Lemmon Survey       |
| 670518 | 2013 TL54                | 8 ottobre 2007    | Spacewatch                |
| 670519 | 2013 TS54                | 4 ottobre 2013    | Mount Lemmon Survey       |
| 670520 | 2013 TG58                | 26 settembre 2013 | CSS                       |
| 670521 | 2013 TJ58                | 4 ottobre 2013    | Mount Lemmon Survey       |
| 670522 | 2013 TN60                | 4 ottobre 2013    | Mount Lemmon Survey       |
| 670523 | 2013 TT60                | 7 gennaio 2010    | Mount Lemmon Survey       |
| 670524 | 2013 TP61                | 4 ottobre 2013    | Mount Lemmon Survey       |
| 670525 | 2013 TS62                | 22 gennaio 2006   | Mount Lemmon Survey       |
| 670526 | 2013 TQ68                | 15 marzo 2004     | J. W. Young               |
| 670527 | 2013 TD73                | 26 settembre 2002 | NEAT                      |
| 670528 | 2013 TG73                | 13 settembre 2002 | NEAT                      |
| 670529 | 2013 TF74                | 12 settembre 2013 | Mount Lemmon Survey       |
| 670530 | 2013 TK74                | 2 ottobre 2013    | Mount Lemmon Survey       |
| 670531 | 2013 TD90                | 1 ottobre 2013    | Spacewatch                |
| 670532 | 2013 TL90                | 13 ottobre 2010   | Mount Lemmon Survey       |
| 670533 | 2013 TZ93                | 1 ottobre 2013    | Spacewatch                |
| 670534 | 2013 TJ94                | 30 gennaio 2011   | Pan-STARRS                |
| 670535 | 2013 TT104               | 3 ottobre 2013    | Spacewatch                |
| 670536 | 2013 TT109               | 3 ottobre 2013    | Spacewatch                |
| 670537 | 2013 TV111               | 12 settembre 2013 | Mount Lemmon Survey       |
| 670538 | 2013 TH114               | 3 ottobre 2013    | Pan-STARRS                |
| 670539 | 2013 TO115               | 13 settembre 2013 | Mount Lemmon Survey       |
| 670540 | 2013 TX115               | 9 agosto 2004     | LINEAR                    |
| 670541 | 2013 TK116               | 1 settembre 2013  | C. Rinner                 |
| 670542 | 2013 TH118               | 4 ottobre 2013    | Mount Lemmon Survey       |
| 670543 | 2013 TC119               | 8 maggio 2011     | Mount Lemmon Survey       |
| 670544 | 2013 TZ121               | 13 ottobre 2004   | Spacewatch                |
| 670545 | 2013 TE125               | 18 agosto 2002    | NEAT                      |
| 670546 | 2013 TW137               | 7 ottobre 2013    | C. Rinner                 |
| 670547 | 2013 TY142               | 23 settembre 2008 | Mount Lemmon Survey       |
| 670548 | 2013 TH143               | 23 marzo 2012     | Mount Lemmon Survey       |
| 670549 | 2013 TG160               | 24 settembre 2008 | Mount Lemmon Survey       |
| 670550 | 2013 TM160               | 17 settembre 2013 | Mount Lemmon Survey       |
| 670551 | 2013 TF162               | 3 ottobre 2013    | Pan-STARRS                |
| 670552 | 2013 TB163               | 24 agosto 2008    | Spacewatch                |
| 670553 | 2013 TH164               | 1 ottobre 2013    | Spacewatch                |
| 670554 | 2013 TS164               | 6 ottobre 2013    | Spacewatch                |
| 670555 | 2013 TK165               | 8 novembre 2009   | Mount Lemmon Survey       |
| 670556 | 2013 TR165               | 1 ottobre 2013    | Spacewatch                |
| 670557 | 2013 TN167               | 3 ottobre 2013    | Pan-STARRS                |
| 670558 | 2013 TD169               | 5 ottobre 2013    | Pan-STARRS                |
| 670559 | 2013 TL170               | 12 ottobre 2013   | Spacewatch                |
| 670560 | 2013 TY170               | 22 agosto 2004    | Spacewatch                |
| 670561 | 2013 TK171               | 2 ottobre 2013    | Spacewatch                |
| 670562 | 2013 TN172               | 14 febbraio 2016  | Pan-STARRS                |
| 670563 | 2013 TF173               | 2 ottobre 2013    | Spacewatch                |
| 670564 | 2013 TF174               | 3 ottobre 2013    | L. Elenin                 |
| 670565 | 2013 TA175               | 2 ottobre 2013    | Spacewatch                |
| 670566 | 2013 TF175               | 3 ottobre 2013    | Pan-STARRS                |
| 670567 | 2013 TQ175               | 3 ottobre 2013    | Spacewatch                |
| 670568 | 2013 TT176               | 7 ottobre 2013    | Mount Lemmon Survey       |
| 670569 | 2013 TA177               | 6 ottobre 2013    | Mount Lemmon Survey       |
| 670570 | 2013 TR177               | 23 gennaio 2015   | Pan-STARRS                |
| 670571 | 2013 TJ178               | 9 ottobre 2013    | Mount Lemmon Survey       |
| 670572 | 2013 TK182               | 12 ottobre 2013   | C. Rinner                 |
| 670573 | 2013 TA184               | 8 ottobre 2013    | PMO NEO                   |
| 670574 | 2013 TG188               | 16 gennaio 2015   | Pan-STARRS                |
| 670575 | 2013 TJ192               | 3 ottobre 2013    | Pan-STARRS                |
| 670576 | 2013 TV195               | 3 ottobre 2013    | Pan-STARRS                |
| 670577 | 2013 TG199               | 4 ottobre 2013    | PTF                       |
| 670578 | 2013 TS199               | 4 ottobre 2013    | CSS                       |
| 670579 | 2013 TW209               | 3 ottobre 2013    | Mount Lemmon Survey       |
| 670580 | 2013 TQ213               | 8 ottobre 2013    | Pan-STARRS                |
| 670581 | 2013 TA220               | 12 ottobre 2013   | CSS                       |
| 670582 | 2013 TH220               | 4 ottobre 2013    | Pan-STARRS                |
| 670583 | 2013 TU220               | 3 ottobre 2013    | Spacewatch                |
| 670584 | 2013 TV229               | 8 ottobre 2013    | PTF                       |
| 670585 | 2013 TU235               | 8 gennaio 2010    | Spacewatch                |
| 670586 | 2013 TF236               | 4 ottobre 2013    | Mount Lemmon Survey       |
| 670587 | 2013 TM240               | 3 ottobre 2013    | Pan-STARRS                |
| 670588 | 2013 UG                  | 21 maggio 2013    | Mount Lemmon Survey       |
| 670589 | 2013 UH3                 | 3 novembre 2004   | NEAT                      |
| 670590 | 2013 UX12                | 3 ottobre 2013    | Pan-STARRS                |
| 670591 | 2013 UW14                | 26 novembre 2005  | Mount Lemmon Survey       |
| 670592 | 2013 UB16                | 24 ottobre 2013   | Pan-STARRS                |
| 670593 | 2013 UJ19                | 3 settembre 2008  | Spacewatch                |
| 670594 | 2013 UK21                | 26 ottobre 2013   | Mount Lemmon Survey       |
| 670595 | 2013 UO22                | 30 ottobre 2013   | Pan-STARRS                |
| 670596 | 2013 UW22                | 28 ottobre 2013   | Mount Lemmon Survey       |
| 670597 | 2013 UK23                | 18 ottobre 2013   | Mount Lemmon Survey       |
| 670598 | 2013 UU23                | 28 ottobre 2013   | Spacewatch                |
| 670599 | 2013 US24                | 24 ottobre 2013   | Mount Lemmon Survey       |
| 670600 | 2013 UC25                | 26 ottobre 2013   | Mount Lemmon Survey       |

## 670601–670700
| Nome   | Designazione provvisoria | Data di scoperta  | Scopritore                          |
| ------ | ------------------------ | ----------------- | ----------------------------------- |
| 670601 | 2013 UP28                | 30 ottobre 2013   | Pan-STARRS                          |
| 670602 | 2013 UB30                | 26 luglio 2017    | Pan-STARRS                          |
| 670603 | 2013 UW33                | 24 ottobre 2013   | Mount Lemmon Survey                 |
| 670604 | 2013 UL34                | 23 ottobre 2013   | Mount Lemmon Survey                 |
| 670605 | 2013 UU40                | 26 ottobre 2013   | Mount Lemmon Survey                 |
| 670606 | 2013 UZ49                | 26 ottobre 2013   | Mount Lemmon Survey                 |
| 670607 | 2013 UT54                | 25 ottobre 2013   | Spacewatch                          |
| 670608 | 2013 UZ55                | 25 ottobre 2013   | Mount Lemmon Survey                 |
| 670609 | 2013 VN2                 | 11 ottobre 2013   | CSS                                 |
| 670610 | 2013 VK5                 | 4 novembre 2013   | CSS                                 |
| 670611 | 2013 VU10                | 6 ottobre 2013    | PTF                                 |
| 670612 | 2013 VQ15                | 16 novembre 2009  | Mount Lemmon Survey                 |
| 670613 | 2013 VR15                | 24 ottobre 2005   | Osservatorio di Mauna Kea           |
| 670614 | 2013 VJ18                | 28 dicembre 2005  | Spacewatch                          |
| 670615 | 2013 VG23                | 15 ottobre 2013   | Spacewatch                          |
| 670616 | 2013 VZ26                | 3 ottobre 2013    | Spacewatch                          |
| 670617 | 2013 VQ27                | 15 ottobre 2004   | Mount Lemmon Survey                 |
| 670618 | 2013 VS27                | 2 novembre 2013   | Spacewatch                          |
| 670619 | 2013 VM28                | 4 novembre 2013   | Mount Lemmon Survey                 |
| 670620 | 2013 VY28                | 9 novembre 2013   | Spacewatch                          |
| 670621 | 2013 VL30                | 11 novembre 2013  | Spacewatch                          |
| 670622 | 2013 VA32                | 1 novembre 2013   | Mount Lemmon Survey                 |
| 670623 | 2013 VJ32                | 24 ottobre 2013   | Spacewatch                          |
| 670624 | 2013 VT32                | 11 novembre 2013  | Mount Lemmon Survey                 |
| 670625 | 2013 VZ32                | 10 novembre 2013  | Mount Lemmon Survey                 |
| 670626 | 2013 VO33                | 11 novembre 2013  | Spacewatch                          |
| 670627 | 2013 VV33                | 1 novembre 2013   | Mount Lemmon Survey                 |
| 670628 | 2013 VU34                | 27 gennaio 2015   | Pan-STARRS                          |
| 670629 | 2013 VX34                | 2 novembre 2013   | Spacewatch                          |
| 670630 | 2013 VA35                | 7 marzo 2016      | Pan-STARRS                          |
| 670631 | 2013 VB35                | 5 agosto 2004     | NEAT                                |
| 670632 | 2013 VQ36                | 4 novembre 2013   | PMO NEO                             |
| 670633 | 2013 VP37                | 1 novembre 2013   | Mount Lemmon Survey                 |
| 670634 | 2013 VL39                | 12 novembre 2013  | Mount Lemmon Survey                 |
| 670635 | 2013 VS39                | 4 novembre 2013   | Mount Lemmon Survey                 |
| 670636 | 2013 VP40                | 11 novembre 2013  | Mount Lemmon Survey                 |
| 670637 | 2013 VA41                | 4 novembre 2013   | Mount Lemmon Survey                 |
| 670638 | 2013 VA42                | 10 novembre 2013  | Mount Lemmon Survey                 |
| 670639 | 2013 VT51                | 8 novembre 2013   | Spacewatch                          |
| 670640 | 2013 VL64                | 2 novembre 2013   | Mount Lemmon Survey                 |
| 670641 | 2013 VM78                | 12 novembre 2013  | Mount Lemmon Survey                 |
| 670642 | 2013 WG                  | 15 maggio 2002    | AMOS                                |
| 670643 | 2013 WP1                 | 15 settembre 2009 | Spacewatch                          |
| 670644 | 2013 WG2                 | 26 novembre 2013  | Pan-STARRS                          |
| 670645 | 2013 WH6                 | 21 agosto 2000    | LONEOS                              |
| 670646 | 2013 WG7                 | 6 novembre 2013   | Pan-STARRS                          |
| 670647 | 2013 WP7                 | 26 aprile 2008    | Mount Lemmon Survey                 |
| 670648 | 2013 WD20                | 18 ottobre 2003   | Spacewatch                          |
| 670649 | 2013 WV27                | 5 aprile 2011     | Mount Lemmon Survey                 |
| 670650 | 2013 WS28                | 22 settembre 2008 | CSS                                 |
| 670651 | 2013 WM29                | 26 novembre 2013  | Mount Lemmon Survey                 |
| 670652 | 2013 WZ29                | 16 agosto 2009    | Osservatorio astronomico di Maiorca |
| 670653 | 2013 WG36                | 23 agosto 2004    | Spacewatch                          |
| 670654 | 2013 WY36                | 4 settembre 2008  | Spacewatch                          |
| 670655 | 2013 WR38                | 14 settembre 2013 | Mount Lemmon Survey                 |
| 670656 | 2013 WZ40                | 28 novembre 2013  | Mount Lemmon Survey                 |
| 670657 | 2013 WX41                | 28 novembre 2013  | M. Schwartz, P. R. Holvorcem        |
| 670658 | 2013 WK42                | 1 novembre 2013   | Mount Lemmon Survey                 |
| 670659 | 2013 WD43                | 28 novembre 2013  | Mount Lemmon Survey                 |
| 670660 | 2013 WM45                | 14 aprile 2007    | CSS                                 |
| 670661 | 2013 WO45                | 17 settembre 2013 | Mount Lemmon Survey                 |
| 670662 | 2013 WG46                | 6 febbraio 2007   | NEAT                                |
| 670663 | 2013 WC51                | 7 ottobre 2004    | Spacewatch                          |
| 670664 | 2013 WX52                | 25 novembre 2013  | Pan-STARRS                          |
| 670665 | 2013 WG59                | 10 dicembre 2002  | NEAT                                |
| 670666 | 2013 WC64                | 25 novembre 2013  | Pan-STARRS                          |
| 670667 | 2013 WF66                | 25 settembre 2008 | Spacewatch                          |
| 670668 | 2013 WS66                | 9 dicembre 2002   | Spacewatch                          |
| 670669 | 2013 WH68                | 24 novembre 2013  | V. Nevski                           |
| 670670 | 2013 WT71                | 16 settembre 2009 | CSS                                 |
| 670671 | 2013 WH77                | 26 settembre 2008 | Spacewatch                          |
| 670672 | 2013 WA78                | 15 ottobre 2004   | Spacewatch                          |
| 670673 | 2013 WV78                | 9 novembre 2004   | Osservatorio di Mauna Kea           |
| 670674 | 2013 WM80                | 16 marzo 2010     | N. Hashimoto, T. Sakamoto           |
| 670675 | 2013 WE81                | 14 settembre 2013 | Mount Lemmon Survey                 |
| 670676 | 2013 WG81                | 24 ottobre 2013   | Spacewatch                          |
| 670677 | 2013 WL84                | 27 novembre 2013  | Pan-STARRS                          |
| 670678 | 2013 WB86                | 24 settembre 2008 | Spacewatch                          |
| 670679 | 2013 WZ88                | 20 dicembre 2009  | Spacewatch                          |
| 670680 | 2013 WB94                | 8 ottobre 2008    | Mount Lemmon Survey                 |
| 670681 | 2013 WD94                | 14 agosto 2004    | Cerro Tololo Obs.                   |
| 670682 | 2013 WA98                | 28 novembre 2013  | Mount Lemmon Survey                 |
| 670683 | 2013 WY99                | 29 novembre 2013  | Mount Lemmon Survey                 |
| 670684 | 2013 WH100               | 29 novembre 2013  | Mount Lemmon Survey                 |
| 670685 | 2013 WQ100               | 21 settembre 2008 | Mount Lemmon Survey                 |
| 670686 | 2013 WT106               | 7 ottobre 2013    | Mount Lemmon Survey                 |
| 670687 | 2013 WE107               | 7 settembre 2008  | Mount Lemmon Survey                 |
| 670688 | 2013 WE108               | 16 gennaio 2005   | CSS                                 |
| 670689 | 2013 WL111               | 27 novembre 2013  | Pan-STARRS                          |
| 670690 | 2013 WY113               | 28 novembre 2013  | Mount Lemmon Survey                 |
| 670691 | 2013 WV114               | 29 novembre 2013  | Pan-STARRS                          |
| 670692 | 2013 WT117               | 28 novembre 2013  | M. Schwartz, P. R. Holvorcem        |
| 670693 | 2013 WL118               | 28 novembre 2013  | Spacewatch                          |
| 670694 | 2013 WM120               | 28 novembre 2013  | Mount Lemmon Survey                 |
| 670695 | 2013 WP120               | 26 ottobre 2013   | Mount Lemmon Survey                 |
| 670696 | 2013 WD125               | 21 maggio 2015    | Pan-STARRS                          |
| 670697 | 2013 WY126               | 28 novembre 2013  | Mount Lemmon Survey                 |
| 670698 | 2013 WD129               | 13 settembre 2004 | NEAT                                |
| 670699 | 2013 WW137               | 27 novembre 2013  | Pan-STARRS                          |
| 670700 | 2013 WG141               | 24 novembre 2013  | Pan-STARRS                          |

## 670701–670800
| Nome               | Designazione provvisoria | Data di scoperta  | Scopritore               |
| ------------------ | ------------------------ | ----------------- | ------------------------ |
| 670701             | 2013 WO143               | 23 settembre 2008 | Mount Lemmon Survey      |
| 670702             | 2013 XD                  | 1 dicembre 2013   | J. M. Bosch, Olivera, R. |
| 670703             | 2013 XS1                 | 28 settembre 2008 | Mount Lemmon Survey      |
| 670704             | 2013 XC3                 | 27 novembre 2013  | Pan-STARRS               |
| 670705             | 2013 XO9                 | 2 giugno 2003     | M. W. Buie, K. J. Meech  |
| 670706             | 2013 XM10                | 30 agosto 2005    | NEAT                     |
| 670707             | 2013 XU20                | 18 luglio 2013    | Pan-STARRS               |
| 670708             | 2013 XE21                | 14 novembre 2013  | Mount Lemmon Survey      |
| 670709             | 2013 XE23                | 3 dicembre 2013   | Pan-STARRS               |
| 670710             | 2013 XB24                | 1 novembre 2013   | Pan-STARRS               |
| 670711             | 2013 XB27                | 18 settembre 2003 | Spacewatch               |
| 670712             | 2013 XU28                | 13 dicembre 2013  | Mount Lemmon Survey      |
| 670713             | 2013 XA29                | 3 dicembre 2013   | M. Ory                   |
| 670714             | 2013 XG29                | 3 dicembre 2013   | Mount Lemmon Survey      |
| 670715             | 2013 XH29                | 11 dicembre 2013  | Mount Lemmon Survey      |
| 670716             | 2013 XS29                | 11 aprile 2016    | Pan-STARRS               |
| 670717             | 2013 XG33                | 31 ottobre 2007   | CSS                      |
| 670718             | 2013 XQ34                | 10 dicembre 2013  | Mount Lemmon Survey      |
| 670719             | 2013 XK39                | 11 dicembre 2013  | Mount Lemmon Survey      |
| 670720             | 2013 XK40                | 11 dicembre 2013  | Pan-STARRS               |
| 670721             | 2013 YQ                  | 6 ottobre 2013    | Mount Lemmon Survey      |
| 670722             | 2013 YV                  | 21 febbraio 2006  | CSS                      |
| 670723             | 2013 YD2                 | 23 dicembre 2013  | Pan-STARRS               |
| 670724             | 2013 YK7                 | 13 maggio 2007    | Spacewatch               |
| 670725             | 2013 YO7                 | 29 gennaio 1996   | Spacewatch               |
| 670726             | 2013 YP10                | 23 giugno 2007    | Spacewatch               |
| 670727             | 2013 YL11                | 3 ottobre 1999    | LINEAR                   |
| 670728             | 2013 YV11                | 4 dicembre 2013   | Pan-STARRS               |
| 670729             | 2013 YV16                | 8 ottobre 2004    | Spacewatch               |
| 670730             | 2013 YX16                | 26 novembre 2013  | Mount Lemmon Survey      |
| 670731             | 2013 YO22                | 5 ottobre 2004    | NEAT                     |
| 670732             | 2013 YM30                | 24 dicembre 2013  | Mount Lemmon Survey      |
| 670733             | 2013 YZ30                | 5 novembre 2013   | La Silla Obs.            |
| 670734             | 2013 YY36                | 27 dicembre 2013  | Mount Lemmon Survey      |
| 670735             | 2013 YU42                | 26 dicembre 2013  | Spacewatch               |
| 670736             | 2013 YT43                | 26 febbraio 2003  | CINEOS                   |
| 670737             | 2013 YW43                | 22 settembre 2008 | CSS                      |
| 670738             | 2013 YH45                | 11 dicembre 2013  | Mount Lemmon Survey      |
| 670739             | 2013 YL45                | 3 dicembre 2004   | Spacewatch               |
| 670740 Mihailsandu | 2013 YA48                | 28 settembre 2013 | EURONEAR                 |
| 670741             | 2013 YL51                | 3 ottobre 2013    | Pan-STARRS               |
| 670742             | 2013 YK53                | 25 dicembre 2013  | Pan-STARRS               |
| 670743             | 2013 YT55                | 28 novembre 2013  | Mount Lemmon Survey      |
| 670744 Karsh       | 2013 YS58                | 14 gennaio 1997   | G. C. L. Aikman          |
| 670745             | 2013 YQ59                | 4 dicembre 2013   | Pan-STARRS               |
| 670746             | 2013 YB60                | 27 dicembre 2013  | Spacewatch               |
| 670747             | 2013 YO63                | 27 dicembre 2013  | Spacewatch               |
| 670748             | 2013 YJ65                | 19 febbraio 2010  | CSS                      |
| 670749             | 2013 YD71                | 25 dicembre 2013  | Mount Lemmon Survey      |
| 670750             | 2013 YO71                | 25 dicembre 2013  | Mount Lemmon Survey      |
| 670751             | 2013 YJ73                | 2 novembre 2004   | NEAT                     |
| 670752             | 2013 YK73                | 7 ottobre 2004    | LONEOS                   |
| 670753             | 2013 YN75                | 17 agosto 2001    | NEAT                     |
| 670754             | 2013 YC77                | 27 dicembre 2013  | Spacewatch               |
| 670755             | 2013 YO77                | 21 dicembre 2008  | Spacewatch               |
| 670756             | 2013 YD80                | 28 dicembre 2013  | Spacewatch               |
| 670757             | 2013 YL80                | 28 dicembre 2013  | Spacewatch               |
| 670758             | 2013 YX82                | 20 agosto 2001    | Cerro Tololo Obs.        |
| 670759             | 2013 YT84                | 6 agosto 2008     | SSS                      |
| 670760             | 2013 YJ86                | 28 dicembre 2013  | Spacewatch               |
| 670761             | 2013 YX86                | 28 dicembre 2013  | Spacewatch               |
| 670762             | 2013 YC87                | 28 dicembre 2013  | Spacewatch               |
| 670763             | 2013 YK87                | 28 dicembre 2013  | Spacewatch               |
| 670764             | 2013 YM91                | 26 ottobre 2013   | Mount Lemmon Survey      |
| 670765             | 2013 YJ93                | 30 dicembre 2013  | Spacewatch               |
| 670766             | 2013 YY101               | 7 ottobre 2008    | Mount Lemmon Survey      |
| 670767             | 2013 YE104               | 5 dicembre 2002   | LINEAR                   |
| 670768             | 2013 YP104               | 31 dicembre 2000  | AMOS                     |
| 670769             | 2013 YY107               | 28 novembre 2013  | Mount Lemmon Survey      |
| 670770             | 2013 YM110               | 27 dicembre 2013  | Spacewatch               |
| 670771             | 2013 YQ110               | 25 agosto 2004    | Spacewatch               |
| 670772             | 2013 YT111               | 3 agosto 2008     | P. Kocher                |
| 670773             | 2013 YF112               | 30 dicembre 2013  | Spacewatch               |
| 670774             | 2013 YW117               | 19 novembre 2008  | Mount Lemmon Survey      |
| 670775             | 2013 YC120               | 17 settembre 2012 | Mount Lemmon Survey      |
| 670776             | 2013 YR121               | 25 dicembre 2013  | Spacewatch               |
| 670777             | 2013 YU123               | 17 dicembre 2000  | Spacewatch               |
| 670778             | 2013 YZ124               | 28 aprile 2007    | Spacewatch               |
| 670779             | 2013 YS126               | 31 dicembre 2013  | Mount Lemmon Survey      |
| 670780             | 2013 YV134               | 2 marzo 2006      | Spacewatch               |
| 670781             | 2013 YA137               | 6 dicembre 2013   | Pan-STARRS               |
| 670782             | 2013 YZ137               | 31 dicembre 2013  | Mount Lemmon Survey      |
| 670783             | 2013 YA139               | 29 novembre 2013  | Mount Lemmon Survey      |
| 670784             | 2013 YK142               | 31 dicembre 2013  | Mount Lemmon Survey      |
| 670785             | 2013 YY153               | 26 agosto 2012    | Spacewatch               |
| 670786             | 2013 YP155               | 17 ottobre 2017   | Mount Lemmon Survey      |
| 670787             | 2013 YN158               | 24 dicembre 2013  | Mount Lemmon Survey      |
| 670788             | 2013 YO162               | 30 dicembre 2013  | Pan-STARRS               |
| 670789             | 2013 YZ163               | 26 dicembre 2013  | Mount Lemmon Survey      |
| 670790             | 2013 YA164               | 29 dicembre 2013  | Pan-STARRS               |
| 670791             | 2013 YV165               | 31 dicembre 2013  | Spacewatch               |
| 670792             | 2013 YJ169               | 30 dicembre 2013  | Mount Lemmon Survey      |
| 670793             | 2014 AF                  | 10 dicembre 2013  | Mount Lemmon Survey      |
| 670794             | 2014 AK                  | 21 ottobre 2008   | Mount Lemmon Survey      |
| 670795             | 2014 AS                  | 23 agosto 2001    | LONEOS                   |
| 670796             | 2014 AA5                 | 29 luglio 2008    | Spacewatch               |
| 670797             | 2014 AF6                 | 13 febbraio 2011  | Mount Lemmon Survey      |
| 670798             | 2014 AK8                 | 25 febbraio 2011  | Mount Lemmon Survey      |
| 670799             | 2014 AU16                | 4 gennaio 2014    | Pan-STARRS               |
| 670800             | 2014 AA21                | 20 agosto 2009    | Spacewatch               |

## 670801–670900
| Nome   | Designazione provvisoria | Data di scoperta  | Scopritore                   |
| ------ | ------------------------ | ----------------- | ---------------------------- |
| 670801 | 2014 AN21                | 9 novembre 2013   | Pan-STARRS                   |
| 670802 | 2014 AZ23                | 3 gennaio 2014    | Mount Lemmon Survey          |
| 670803 | 2014 AP26                | 24 dicembre 2013  | Mount Lemmon Survey          |
| 670804 | 2014 AZ28                | 24 gennaio 2004   | LINEAR                       |
| 670805 | 2014 AV33                | 2 gennaio 2014    | Spacewatch                   |
| 670806 | 2014 AO35                | 28 novembre 2005  | Mount Lemmon Survey          |
| 670807 | 2014 AJ38                | 11 ottobre 2012   | Mount Lemmon Survey          |
| 670808 | 2014 AF40                | 5 novembre 2005   | CSS                          |
| 670809 | 2014 AF41                | 13 agosto 2012    | Spacewatch                   |
| 670810 | 2014 AP45                | 2 aprile 2005     | Mount Lemmon Survey          |
| 670811 | 2014 AY48                | 25 febbraio 2011  | Mount Lemmon Survey          |
| 670812 | 2014 AT50                | 10 gennaio 2014   | Spacewatch                   |
| 670813 | 2014 AY51                | 13 gennaio 2014   | Mount Lemmon Survey          |
| 670814 | 2014 AW52                | 4 settembre 2008  | Spacewatch                   |
| 670815 | 2014 AN53                | 4 dicembre 2013   | Pan-STARRS                   |
| 670816 | 2014 AP53                | 4 gennaio 2014    | Pan-STARRS                   |
| 670817 | 2014 AM55                | 3 febbraio 2013   | Pan-STARRS                   |
| 670818 | 2014 AU55                | 22 dicembre 2008  | Mount Lemmon Survey          |
| 670819 | 2014 AD58                | 9 dicembre 2012   | M. Schwartz, P. R. Holvorcem |
| 670820 | 2014 AM59                | 1 ottobre 2003    | Spacewatch                   |
| 670821 | 2014 AP60                | 4 agosto 2005     | NEAT                         |
| 670822 | 2014 AX61                | 1 gennaio 2014    | Pan-STARRS                   |
| 670823 | 2014 AG62                | 1 gennaio 2014    | Spacewatch                   |
| 670824 | 2014 AP65                | 26 settembre 2017 | Pan-STARRS                   |
| 670825 | 2014 AJ66                | 1 gennaio 2014    | Pan-STARRS                   |
| 670826 | 2014 AQ67                | 1 gennaio 2014    | Pan-STARRS                   |
| 670827 | 2014 AZ69                | 3 gennaio 2014    | Mount Lemmon Survey          |
| 670828 | 2014 BM                  | 21 dicembre 2005  | CSS                          |
| 670829 | 2014 BU2                 | 6 novembre 2013   | Mount Lemmon Survey          |
| 670830 | 2014 BD4                 | 20 gennaio 2014   | Mount Lemmon Survey          |
| 670831 | 2014 BW8                 | 21 gennaio 2014   | Pan-STARRS                   |
| 670832 | 2014 BD11                | 21 gennaio 2014   | Spacewatch                   |
| 670833 | 2014 BF21                | 16 dicembre 2007  | Mount Lemmon Survey          |
| 670834 | 2014 BX21                | 23 gennaio 2014   | Mount Lemmon Survey          |
| 670835 | 2014 BK29                | 10 febbraio 2010  | Spacewatch                   |
| 670836 | 2014 BC32                | 27 agosto 2012    | Pan-STARRS                   |
| 670837 | 2014 BK33                | 1 aprile 2011     | CSS                          |
| 670838 | 2014 BB34                | 1 febbraio 2005   | Spacewatch                   |
| 670839 | 2014 BM35                | 6 novembre 2008   | Mount Lemmon Survey          |
| 670840 | 2014 BG38                | 3 dicembre 2005   | Osservatorio di Mauna Kea    |
| 670841 | 2014 BP42                | 27 marzo 2003     | Spacewatch                   |
| 670842 | 2014 BG43                | 27 gennaio 2014   | A. Oreshko                   |
| 670843 | 2014 BK45                | 23 novembre 2008  | Spacewatch                   |
| 670844 | 2014 BM47                | 24 ottobre 2005   | Osservatorio di Mauna Kea    |
| 670845 | 2014 BF52                | 27 ottobre 2003   | Spacewatch                   |
| 670846 | 2014 BD53                | 31 dicembre 2013  | Spacewatch                   |
| 670847 | 2014 BE53                | 30 dicembre 2013  | Spacewatch                   |
| 670848 | 2014 BJ54                | 21 settembre 2012 | Spacewatch                   |
| 670849 | 2014 BY54                | 7 gennaio 2014    | Mount Lemmon Survey          |
| 670850 | 2014 BN55                | 23 settembre 2008 | Mount Lemmon Survey          |
| 670851 | 2014 BU62                | 22 ottobre 2012   | A. Király                    |
| 670852 | 2014 BA63                | 31 gennaio 2014   | Pan-STARRS                   |
| 670853 | 2014 BK67                | 15 gennaio 2009   | Spacewatch                   |
| 670854 | 2014 BP67                | 29 maggio 2011    | Mount Lemmon Survey          |
| 670855 | 2014 BY67                | 24 gennaio 2014   | Pan-STARRS                   |
| 670856 | 2014 BJ69                | 20 gennaio 2009   | CSS                          |
| 670857 | 2014 BD70                | 8 febbraio 2010   | Pan-STARRS                   |
| 670858 | 2014 BK70                | 31 gennaio 2014   | Pan-STARRS                   |
| 670859 | 2014 BN70                | 27 febbraio 2015  | Pan-STARRS                   |
| 670860 | 2014 BU70                | 28 gennaio 2014   | Mount Lemmon Survey          |
| 670861 | 2014 BJ71                | 20 gennaio 2014   | Mount Lemmon Survey          |
| 670862 | 2014 BS72                | 26 gennaio 2014   | Pan-STARRS                   |
| 670863 | 2014 BG73                | 23 gennaio 2014   | CSS                          |
| 670864 | 2014 BN73                | 3 gennaio 2014    | Spacewatch                   |
| 670865 | 2014 BU73                | 3 gennaio 2014    | Spacewatch                   |
| 670866 | 2014 BC75                | 29 settembre 2017 | Pan-STARRS                   |
| 670867 | 2014 BW75                | 28 gennaio 2014   | Mount Lemmon Survey          |
| 670868 | 2014 BE82                | 25 gennaio 2014   | Pan-STARRS                   |
| 670869 | 2014 BU83                | 28 gennaio 2014   | Mount Lemmon Survey          |
| 670870 | 2014 BP85                | 5 agosto 2011     | ESA OGS                      |
| 670871 | 2014 BJ86                | 28 gennaio 2014   | Spacewatch                   |
| 670872 | 2014 CM3                 | 6 gennaio 2014    | M. Ory                       |
| 670873 | 2014 CO4                 | 7 gennaio 2014    | Mount Lemmon Survey          |
| 670874 | 2014 CT8                 | 21 gennaio 2014   | Mount Lemmon Survey          |
| 670875 | 2014 CJ11                | 10 gennaio 2014   | Spacewatch                   |
| 670876 | 2014 CF12                | 19 novembre 2003  | Spacewatch                   |
| 670877 | 2014 CP16                | 16 ottobre 2012   | K. Levin                     |
| 670878 | 2014 CP20                | 28 gennaio 2014   | L. Elenin                    |
| 670879 | 2014 CU29                | 29 gennaio 2014   | Spacewatch                   |
| 670880 | 2014 CA30                | 10 febbraio 2014  | Pan-STARRS                   |
| 670881 | 2014 DJ                  | 18 febbraio 2014  | Mount Lemmon Survey          |
| 670882 | 2014 DH1                 | 8 ottobre 2012    | Pan-STARRS                   |
| 670883 | 2014 DM1                 | 13 gennaio 2005   | Spacewatch                   |
| 670884 | 2014 DV2                 | 11 gennaio 2014   | Mount Lemmon Survey          |
| 670885 | 2014 DH3                 | 16 marzo 2005     | Mount Lemmon Survey          |
| 670886 | 2014 DW3                 | 2 gennaio 2009    | Mount Lemmon Survey          |
| 670887 | 2014 DG7                 | 10 gennaio 2014   | Mount Lemmon Survey          |
| 670888 | 2014 DH13                | 16 febbraio 2005  | A. Boattini                  |
| 670889 | 2014 DP13                | 11 marzo 2005     | LONEOS                       |
| 670890 | 2014 DV14                | 29 gennaio 2014   | Spacewatch                   |
| 670891 | 2014 DD19                | 30 giugno 2005    | NEAT                         |
| 670892 | 2014 DF22                | 24 febbraio 2014  | Pan-STARRS                   |
| 670893 | 2014 DM24                | 30 dicembre 2008  | Mount Lemmon Survey          |
| 670894 | 2014 DX25                | 10 marzo 2005     | CSS                          |
| 670895 | 2014 DG27                | 29 aprile 2011    | Mount Lemmon Survey          |
| 670896 | 2014 DX32                | 31 gennaio 2003   | Spacewatch                   |
| 670897 | 2014 DD41                | 18 marzo 2009     | Mount Lemmon Survey          |
| 670898 | 2014 DW41                | 2 gennaio 2009    | Spacewatch                   |
| 670899 | 2014 DZ44                | 21 ottobre 2007   | Mount Lemmon Survey          |
| 670900 | 2014 DT49                | 28 febbraio 2003  | AMOS                         |

## 670901–671000
| Nome   | Designazione provvisoria | Data di scoperta  | Scopritore                |
| ------ | ------------------------ | ----------------- | ------------------------- |
| 670901 | 2014 DD50                | 26 febbraio 2014  | Pan-STARRS                |
| 670902 | 2014 DH51                | 28 febbraio 2009  | Spacewatch                |
| 670903 | 2014 DK51                | 26 febbraio 2014  | Pan-STARRS                |
| 670904 | 2014 DF52                | 26 febbraio 2014  | Pan-STARRS                |
| 670905 | 2014 DN60                | 26 febbraio 2014  | Pan-STARRS                |
| 670906 | 2014 DG61                | 12 settembre 2007 | CSS                       |
| 670907 | 2014 DV61                | 26 febbraio 2014  | Pan-STARRS                |
| 670908 | 2014 DC63                | 21 febbraio 2009  | Spacewatch                |
| 670909 | 2014 DQ63                | 26 febbraio 2014  | Pan-STARRS                |
| 670910 | 2014 DA65                | 26 febbraio 2014  | Pan-STARRS                |
| 670911 | 2014 DL66                | 25 settembre 2011 | Pan-STARRS                |
| 670912 | 2014 DA72                | 26 febbraio 2014  | Pan-STARRS                |
| 670913 | 2014 DO74                | 26 febbraio 2014  | Pan-STARRS                |
| 670914 | 2014 DW74                | 26 febbraio 2014  | Pan-STARRS                |
| 670915 | 2014 DC75                | 12 novembre 2007  | Mount Lemmon Survey       |
| 670916 | 2014 DB81                | 21 febbraio 2014  | Pan-STARRS                |
| 670917 | 2014 DC81                | 7 ottobre 2007    | CSS                       |
| 670918 | 2014 DL86                | 3 marzo 2009      | Spacewatch                |
| 670919 | 2014 DF87                | 7 novembre 2008   | Mount Lemmon Survey       |
| 670920 | 2014 DM93                | 26 settembre 2003 | SDSS Collaboration        |
| 670921 | 2014 DJ94                | 19 marzo 2009     | Spacewatch                |
| 670922 | 2014 DT95                | 2 novembre 2007   | Spacewatch                |
| 670923 | 2014 DB97                | 26 febbraio 2014  | Pan-STARRS                |
| 670924 | 2014 DE98                | 27 febbraio 2014  | Spacewatch                |
| 670925 | 2014 DQ98                | 6 novembre 2012   | Pan-STARRS                |
| 670926 | 2014 DU100               | 11 marzo 2005     | Mount Lemmon Survey       |
| 670927 | 2014 DE104               | 9 febbraio 2005   | Mount Lemmon Survey       |
| 670928 | 2014 DJ104               | 27 febbraio 2014  | Mount Lemmon Survey       |
| 670929 | 2014 DN106               | 23 settembre 2011 | Pan-STARRS                |
| 670930 | 2014 DM109               | 27 febbraio 2014  | Mount Lemmon Survey       |
| 670931 | 2014 DJ112               | 28 febbraio 2014  | Pan-STARRS                |
| 670932 | 2014 DU115               | 26 febbraio 2014  | Spacewatch                |
| 670933 | 2014 DO116               | 13 agosto 2002    | NEAT                      |
| 670934 | 2014 DD130               | 6 ottobre 2005    | Spacewatch                |
| 670935 | 2014 DN130               | 28 febbraio 2014  | Pan-STARRS                |
| 670936 | 2014 DF131               | 3 novembre 2007   | Spacewatch                |
| 670937 | 2014 DZ133               | 18 novembre 2007  | Spacewatch                |
| 670938 | 2014 DP135               | 28 febbraio 2014  | Pan-STARRS                |
| 670939 | 2014 DY136               | 28 febbraio 2014  | Pan-STARRS                |
| 670940 | 2014 DV138               | 26 ottobre 2009   | Mount Lemmon Survey       |
| 670941 | 2014 DP140               | 22 febbraio 2014  | Spacewatch                |
| 670942 | 2014 DY140               | 28 febbraio 2014  | Pan-STARRS                |
| 670943 | 2014 DJ144               | 28 febbraio 2014  | Pan-STARRS                |
| 670944 | 2014 DO145               | 28 febbraio 2014  | Pan-STARRS                |
| 670945 | 2014 DO148               | 23 agosto 2011    | Pan-STARRS                |
| 670946 | 2014 DS148               | 24 ottobre 2011   | Pan-STARRS                |
| 670947 | 2014 DH149               | 30 settembre 2003 | Spacewatch                |
| 670948 | 2014 DT150               | 26 febbraio 2014  | Mount Lemmon Survey       |
| 670949 | 2014 DJ151               | 3 dicembre 2005   | Osservatorio di Mauna Kea |
| 670950 | 2014 DF152               | 26 febbraio 2014  | Pan-STARRS                |
| 670951 | 2014 DS154               | 18 gennaio 2004   | CSS                       |
| 670952 | 2014 DH156               | 14 agosto 2016    | Pan-STARRS                |
| 670953 | 2014 DX156               | 26 febbraio 2014  | Pan-STARRS                |
| 670954 | 2014 DO157               | 26 febbraio 2014  | Mount Lemmon Survey       |
| 670955 | 2014 DC158               | 26 febbraio 2014  | Pan-STARRS                |
| 670956 | 2014 DR159               | 19 febbraio 2014  | Mount Lemmon Survey       |
| 670957 | 2014 DX161               | 28 febbraio 2014  | Pan-STARRS                |
| 670958 | 2014 DJ165               | 3 agosto 2016     | Pan-STARRS                |
| 670959 | 2014 DE166               | 26 febbraio 2014  | Mount Lemmon Survey       |
| 670960 | 2014 DZ166               | 28 febbraio 2014  | Pan-STARRS                |
| 670961 | 2014 DB169               | 26 febbraio 2014  | Mount Lemmon Survey       |
| 670962 | 2014 DN172               | 26 febbraio 2014  | Pan-STARRS                |
| 670963 | 2014 DR173               | 26 febbraio 2014  | Pan-STARRS                |
| 670964 | 2014 DO175               | 26 febbraio 2014  | Pan-STARRS                |
| 670965 | 2014 DJ177               | 25 febbraio 2014  | Spacewatch                |
| 670966 | 2014 DQ177               | 26 febbraio 2014  | Pan-STARRS                |
| 670967 | 2014 DF182               | 19 febbraio 2014  | Mount Lemmon Survey       |
| 670968 | 2014 DN183               | 26 febbraio 2014  | Pan-STARRS                |
| 670969 | 2014 DA184               | 6 dicembre 2012   | Mount Lemmon Survey       |
| 670970 | 2014 DW184               | 3 giugno 2011     | Mount Lemmon Survey       |
| 670971 | 2014 DB185               | 26 febbraio 2014  | Mount Lemmon Survey       |
| 670972 | 2014 DV185               | 28 febbraio 2014  | Pan-STARRS                |
| 670973 | 2014 DH186               | 28 febbraio 2014  | Pan-STARRS                |
| 670974 | 2014 DJ187               | 27 febbraio 2014  | Pan-STARRS                |
| 670975 | 2014 DB188               | 28 febbraio 2014  | Pan-STARRS                |
| 670976 | 2014 DB194               | 8 dicembre 2012   | Mount Lemmon Survey       |
| 670977 | 2014 EN2                 | 26 settembre 2003 | SDSS Collaboration        |
| 670978 | 2014 ER2                 | 7 novembre 2008   | Mount Lemmon Survey       |
| 670979 | 2014 ET3                 | 22 febbraio 2014  | Spacewatch                |
| 670980 | 2014 EH6                 | 23 settembre 2011 | Spacewatch                |
| 670981 | 2014 EC7                 | 13 marzo 2007     | Spacewatch                |
| 670982 | 2014 EU7                 | 27 febbraio 2014  | Pan-STARRS                |
| 670983 | 2014 EW10                | 7 marzo 2014      | Spacewatch                |
| 670984 | 2014 EH12                | 27 novembre 2011  | L. Bernasconi             |
| 670985 | 2014 EB14                | 25 ottobre 2012   | Mount Lemmon Survey       |
| 670986 | 2014 EL17                | 21 ottobre 2012   | Pan-STARRS                |
| 670987 | 2014 EA20                | 6 marzo 2014      | Spacewatch                |
| 670988 | 2014 EA23                | 28 luglio 2011    | Pan-STARRS                |
| 670989 | 2014 ER25                | 1 marzo 2005      | R. A. Tucker              |
| 670990 | 2014 EW30                | 26 febbraio 2014  | Pan-STARRS                |
| 670991 | 2014 EX32                | 26 febbraio 2014  | Pan-STARRS                |
| 670992 | 2014 EP34                | 19 settembre 2009 | CSS                       |
| 670993 | 2014 EZ36                | 12 aprile 2010    | Mount Lemmon Survey       |
| 670994 | 2014 EB37                | 8 marzo 2014      | Mount Lemmon Survey       |
| 670995 | 2014 EN37                | 8 marzo 2014      | Mount Lemmon Survey       |
| 670996 | 2014 EO40                | 10 febbraio 2014  | Pan-STARRS                |
| 670997 | 2014 EQ46                | 21 marzo 2004     | Spacewatch                |
| 670998 | 2014 EY47                | 11 marzo 2014     | Mount Lemmon Survey       |
| 670999 | 2014 EP48                | 12 marzo 2014     | Mount Lemmon Survey       |
| 671000 | 2014 EG49                | 25 maggio 2006    | Spacewatch                |